# セイジ・ブロックルバンク
セイジ・ブロックルバンク（Sage Brocklebank、1978年1月14日 - ）は、カナダの俳優。

## 出演作品
- ワンス・アポン・ア・タイム
- サンクチュアリ シーズン4
- サイク/名探偵はサイキック?（バズ・マクナブ）
- スノー・クイーン 〜雪の女王〜（ヘルメット）